# John Pascoe Grenfell
John Pascoe Grenfell (Battersea, Inglaterra, 30 de setembro de 1800 — 29 de março de 1869) foi um militar inglês a serviço do Império do Brasil.

## Biografia
Filho de John G. Grenfell e Sophia, aos onze anos de idade ingressou na Companhia Britânica das Índias Orientais, a serviço da qual fez diversas viagens à Índia.
Em 1819 passou a servir como tenente sob as ordens de Thomas Cochrane, participando das lutas da Guerra da Independência do Chile.
Em 1823 acompanhou Cochrane ao Império do Brasil, já no posto de comandante, juntamente com outros oficiais e soldados europeus, para tomar parte nas lutas da Guerra da Independência do Brasil (1822-1823).
Comissionado como primeiro-tenente, partiu do Maranhão, comandando o brigue "Maranhão" da Marinha do Brasil, e conseguiu a adesão da Província do Pará ao Império. No exercício dessa comissão, fuzilou cinco paraenses (Largo do Palácio, 17 de outubro de 1823), tendo mesmo chegado a amarrar, à boca de um canhão, o cônego Batista Campos, que, graças à interferência de amigos, foi salvo da morte. De todos os crimes que lhe foram imputados, o mais célebre foi a chamada "tragédia do brigue Palhaço", onde foram vitimados 256 prisioneiros, detidos no porão daquela embarcação no porto de Belém.
Em 1824, deixou o Pará e, embora houvesse ordem de prisão contra ele, conseguiu escapar. Habilidoso, ofereceu mais uma vez os seus serviços ao Imperador, desta vez para combater os revoltosos republicanos da Confederação do Equador, em Pernambuco. Após derrotá-los, retornou ao Rio de Janeiro, onde, julgado em Conselho de Guerra, foi absolvido de seus crimes.
Depois com o Comandante Norton serviu na Guerra Cisplatina em 1826, tendo participado de combates em Buenos Aires, onde veio a perder o seu braço direito.
Retornou para a Inglaterra para restabelecer a sua saúde, voltando ao Brasil em 1828.
Em 1829 desposou Maria Dolores Masini em Montevidéu, com quem teve vários filhos.
Durante o Período Regencial foi destacado, em 1836, para reprimir a Revolução Farroupilha, no sul do país. Nomeado comandante das forças navais estacionadas no Rio Grande do Sul, comandou a esquadra imperial na Batalha do Fanfa, à frente de dezoito navios de guerra, escunas e canhoneiras. A esquadra bloqueou o lado sul da ilha enquanto que as tropas sob o comando de Bento Manuel fechavam o cerco por terra. Ao final da batalha renderam-se ou foram capturadas várias importantes lideranças farroupilhas: Bento Gonçalves, Tito Lívio Zambeccari, Pedro Boticário, José de Almeida Corte Real, José Calvet, entre outros.
Em 1841 foi nomeado vice-almirante e, em 1846, cônsul geral do Brasil em Liverpool.
Retornou ao Brasil quando da Guerra contra Oribe e Rosas, nomeado comandante-em-chefe das forças navais brasileiras na bacia do Rio da Prata, destacando-se na Passagem de Tonelero.
Em 1852 reassumiu as funções de cônsul na Inglaterra, onde veio a falecer.